# 测度空间
测度空间是测度论的基本概念，可以看做是面積概念的推廣，由一个基本的集合 {\displaystyle X} 以及基于这集合的某些子集合所构成的一個新的集合 {\displaystyle {\mathcal {A}}}，這新集合會滿足 σ-代数的性質，直覺的講，對 {\displaystyle {\mathcal {A}}} 中的元素我們都可以用某種方法去「測量」其大小、面積或機率等，其真正意義要看所在空間 {\displaystyle X} 來決定。和一個定義在 {\displaystyle {\mathcal {A}}} 上滿足某些特別性質的(非負)函數 {\displaystyle \mu }，也就是测度，測度空間就由這三部分，{\displaystyle (X,{\mathcal {A}},\mu )}，所構成。测度空间的一个实例是概率空間。
可測度空間(measurable space)包含前兩部分但不含測度。

## 定义
一个测度空间包含三部分資訊 {\displaystyle (X,{\mathcal {A}},\mu )}，且滿足下列條件：
- {\displaystyle X} 为非空集合
- {\displaystyle {\mathcal {A}}} 为 {\displaystyle X} 上的一个 σ-代数，也就是满足某些条件的 {\displaystyle X} 中的一些子集构成的集合。
- {\displaystyle \mu } 为 {\displaystyle (X,{\mathcal {A}})} 上的测度，換句話講，是一个定義在 {\displaystyle {\mathcal {A}}} 上的有特別性質的(非負)函数。

## 例子
对集合
{\displaystyle X=\{0,1\},}
取
{\displaystyle {\mathcal {A}}=\{\emptyset ,\{0\},\{1\},\{0,1\}\}.}
定义
{\displaystyle \mu (\{0\})=\mu (\{1\})={\frac {1}{2}},}
则根据测度的可数可加性，{\textstyle \mu (\{0,1\})=1.} 另根据测度的定义，{\textstyle \mu (\emptyset )=0.}
则{\displaystyle (X,{\mathcal {A}},\mu )}为一个测度空间。
本例中的测度对应于{\textstyle p={\frac {1}{2}}}的伯努利分布。